# Taiwanische Fußballnationalmannschaft
Die taiwanische Fußballnationalmannschaft (中华台北男子足球代表队 / 中華台北男子足球代表隊,  Zhōnghuá Táiběi Nánzǐ Zúqiú Dàibiǎo Duì,  Chung-hua T'ai-pei Nan-tzŭ Tsu-ch'iu Tai-piao Tui) tritt bei internationalen Wettbewerben als Fußballnationalmannschaft von Chinese Taipei an (siehe dazu: Chinese Taipei). Sie ist das von der Chinese Taipei Football Association zusammengestellte Auswahlteam der besten Fußballspieler der ostasiatischen Republik China (Taiwan). Die Chinese Taipei Football Association wurde 1924 als China Football Association in der Republik China gegründet und zog nach dem Ende des chinesischen Bürgerkrieges 1949 nach Taiwan. Nachdem der ursprüngliche Verband der FIFA ab 1932 angehört hatte, wurde er 1954 als „Taiwan“ wieder in den Weltverband aufgenommen, nahm dann den Namen „Republik China“ und schließlich auf Druck der VR China den Namen „Chinese Taipei“ an.
Die Herrenmannschaft Taiwans konnte sich im Gegensatz zur Frauenmannschaft, die an der WM 1991 teilnahm, bislang noch nicht für eine Fußballweltmeisterschaft qualifizieren. Der größte bisherige Erfolg der taiwanischen Fußballer war ein dritter Platz bei der Fußball-Asienmeisterschaft 1960.

## Olympische Spiele
- 1948 in London – Achtelfinale
- 1952 in Helsinki – nicht teilgenommen
- 1956 in Melbourne – nicht teilgenommen
- 1960 in Rom – Vorrunde
- 1964 in Tokio – nicht qualifiziert
- 1968 in Mexiko-Stadt – nicht qualifiziert
- 1972 in München – nicht qualifiziert
- 1976 in Montreal – nicht qualifiziert
- 1980 in Moskau – nicht teilgenommen
- 1984 in Los Angeles – nicht qualifiziert
- 1988 in Seoul – nicht qualifiziert

## Weltmeisterschaft
- 1930 bis 1950 – nicht teilgenommen
- 1954 bis 1958 – zurückgezogen
- 1962 bis 1974 – nicht teilgenommen
- 1978 bis 2026 – nicht qualifiziert

## Teilnahme an den Fußball-Asienmeisterschaften
- 1956: nicht qualifiziert
- 1960: Dritter Platz
- 1964: nicht teilgenommen
- 1968: Vierter Platz
- 1972 bis 1988: nicht teilgenommen
- 1992 bis 2024: nicht qualifiziert

## Teilnahme an den Ostasienmeisterschaften
- 2003 – nicht qualifiziert (Platz 5)
- 2005 – nicht qualifiziert (Platz 6)
- 2008 – nicht qualifiziert (Platz 6)
- 2010 – nicht qualifiziert (Platz 6)
- 2013 – nicht qualifiziert (Platz 7)
- 2015 – nicht qualifiziert (Platz 7)
- 2017 – nicht qualifiziert (Platz 6)
- 2019 – nicht qualifiziert (Platz 6)
- 2022 – nicht teilgenommen
- 2025 – nicht qualifiziert

## AFC Challenge Cup
- 2006 – Viertelfinale
- 2008 – nicht qualifiziert
- 2010 – nicht qualifiziert
- 2012 – nicht qualifiziert
- 2014 – nicht qualifiziert

## Trainer
- Lee Wai Tong (1954–1958)
- Ho Ying Fun (1966)
- Pau King Yin (1966, 1968, 1971)
- Hsu King Shing (1967)
- Law Pak (1977–1981)
- Chiang Chia (1981–1985)
- Lo Chih-tsung (1985–1988)
- Huang Jen-cheng (1988–1993)
- Chiang Mu-tsai (1994–2000)
- Huang Jen-cheng (2000–2001)
- Lee Po-Houng (2001–2005)
- Edson Silva (2005)
- Toshiaki Imai (2005–2007)
- Chen Sing-an (2008–2009)
- Lo Chih-tsung (2009–2011)
- Lee Tae-Ho (2011)
- Chen Kuei-jen (2012)
- Chiang Mu-tsai (2012)
- Chen Kuei-jen (2013–2016)
- Toshiaki Imai (2016)
- Kazuo Kuroda (2016–2017)
- Reiji Hirata (2017)
- Gary White (2017–2018)
- Vom Ca-nhum (2018–2019)
- Louis Lancaster (2019)
- Vom Ca-nhum (2020–2021)
- Yeh Hsien-chung (2021–2023)
- Gary White (seit 2023)